# 快克殺手2：極速電擊
《快克殺手2：極速電擊》（英語：Crank: High Voltage）是一部在2009年上映的美國電影。是由馬克·奈維丁、布萊恩·泰勒導演，傑森·史塔森、艾咪·史瑪特主演的驚悚動作片，為《快克殺手》的續集，電影裡有幾幕是致敬日本特攝片的橋段。

## 劇情
Chev Chelios从直升机上掉下来后降落在十字路口中间。他被歹徒从街上抢走并离开了现场。Chev 在一家临时医院醒来，看到医生在 Johnny Vang 的注视下移除了他的心脏。医生在他的胸腔内放置了一颗人造心脏。他后来醒来并逃脱，注意到他身上附有一个外部电池组。通过审问一个暴徒，他得知了 Johnny Vang 的位置：Cypress Social Club。
Chev 打电话给 Doc Miles，他说 Chev 已经安装了AbioCor 人造心脏。Miles 告诉 Chev，一旦外部电池组耗尽，内部电池将启动，他将有 60 分钟的时间停止工作。Chev 撞毁了他的车，毁坏了外部电池组。在得到司机的指示后，Chev 让司机使用他身上的跨接电缆为内部电池充电。在俱乐部，Chev 失去了 Vang，但找到了一个名叫 Ria 的妓女，后者将他送到 Vang 躲藏的脱衣舞俱乐部。在俱乐部里，切夫找到了伊芙，她现在是一名脱衣舞娘。一群以奇科为首的墨西哥黑帮前来寻找切夫。一场枪战后，切夫得知一个名叫“El Hurón”（“雪貂”）的流氓想要杀死他，但他不明白原因。
Chev 与 Eve 和另一名脱衣舞女征用了一辆警车。脱衣舞娘告诉 Chev，他应该为 Johnny Vang 看看好莱坞赛马场。一路上，Chev 遇到了 Chev 已故同事 Kaylo 的兄弟 Venus。为了得到他的帮助，Chev 告诉 Venus，El Huron 与他兄弟的死有关。在赛马场上，Chev 又开始失去体力。另一个打给 Doc Miles 的电话告诉他，摩擦会导致静电为内部电池供电。Eve 到达并在赛道上与 Chev 发生性关系，这产生了足以使心脏充电的摩擦力。Chev 发现了 Vang 并留下了 Eve。Vang 逃脱了，当 Don Kim 开着豪华轿车接 Chev 时，Chev 正要被保安制服. 他告诉 Chev，三合会中有一位著名的领袖名叫 Poon Dong，他需要心脏移植手术，并选择了 Chev 的来代替他的。Chev 在得知 Don Kim 希望将他送回 Poon Dong 以获得报酬后杀死了 Don Kim 和他的手下。与此同时，维纳斯拜访奥兰多，协助追踪艾尔休伦。
在寻找 Vang 时，Chev 登上了一辆救护车，并为他的人造心脏偷了一个电池组。Chev 在外面的街道上看到 Johnny Vang 后离开了救护车，在 Chev 制服 Vang 之前发生了枪战。Chev 得知他的心脏已经移植到 Poon Dong 体内。Johnny Vang 在 Chev 审问 Chico 时被 Chico 开枪打死，Chev 被打昏了。Doc Miles 使用他的秘书 Dark Chocolate 引诱 Poon Dong 进入他的公寓杀死他并取回 Chev 的心脏。
Chev 被带到了El Huron 等待的卡塔利娜岛。据透露，El Huron 是 Ricky 和 Alex Verona 的兄弟，他们都是 Chelios 杀死的。El Huron 还透露，瑞奇·维罗纳 (Ricky Verona) 的无实体头部被人为地保存了足够长的时间，以观看 El Huron 杀死 Chelios。奥兰多、维纳斯和瑞亚带着后援突然赶到，一场枪战接踵而至，休伦的大部分人被杀。瑞奇·维罗纳 (Ricky Verona) 的头在混战中被杀。当他开始减速时，Chev 爬上附近的一根电线杆，抓住一对带电的电线充电，被巨大的电流点燃。他全力返回并击败了El Huron致死。由于电流引起的幻觉，他将 Ria 视为夏娃并亲吻她，无意中将她点燃。雪佛兰走向镜头，对着观众竖中指。
在片尾，迈尔斯医生替换了切夫的心脏。Chelios 的眼睛睁开，他的心脏监视器显示活动正常。